# She Who Weeps
She Who Weeps è un album della cantante jazz Cassandra Wilson registrato tra ottobre e dicembre del 1990 e pubblicato nel 1991.

## Tracce
1. Iconic Memories – 05:03 (Cassandra Wilson)
2. Chelsea Bridge –  06:31 (Billy Strayhorn)
3. Out Loud (Jeris' Blues) – 04:19 (Cassandra Wilson), Steve Coleman)
4. She Who weeps – 03:28 (Mary Fowlkes)
5. Angel – 04:39 (Aretha Franklin, Sonny Saunders)
6. Body and Soul 10:42  (Johnny Green, Edward Heyman, Robert Sour, Fank Heyton)
7. New African Blues – 05:32  (Cassandra Wilson)

## Formazione
- Cassandra Wilson – voce
- Rod Williams – piano, tastiere
- Kevin Bruce Harris  – basso elettrico
- Mark Johnson – percussioni
- Tani Tabbal – percussioni
- Reggie Washington – basso elettrico
- Jean-Paul Bourelly – chitarra
- Herman Fowlkes – basso elettrico